# Coppa del Re 2024-2025 (pallavolo)
La Coppa del Re 2024-2025, 75ª edizione della coppa nazionale maschile di pallavolo, si è svolta dal 20 al 23 febbraio 2025: al torneo hanno partecipato otto squadre di club spagnole e la vittoria finale è andata per la nona volta, la seconda consecutiva, al Guaguas.

## Regolamento
La formula ha previsto quarti di finale, semifinali e finale.

## Squadre partecipanti
| Squadra         | Qualificazione                     |
| --------------- | ---------------------------------- |
| Almería         | 6ª al girone di andata SVM 2024-25 |
| Cisneros Alter  | 8ª al girone di andata SVM 2024-25 |
| Guaguas         | 1ª al girone di andata SVM 2024-25 |
| Manacor         | 2ª al girone di andata SVM 2024-25 |
| Melilla         | 5ª al girone di andata SVM 2024-25 |
| Río Duero Soria | 4ª al girone di andata SVM 2024-25 |
| Teruel          | 7ª al girone di andata SVM 2024-25 |
| Valencia        | 3ª al girone di andata SVM 2024-25 |

## Torneo

### Tabellone
|  | Quarti di finale | Quarti di finale | Quarti di finale |         |   | Semifinali      | Semifinali | Semifinali |  |  | Finale | Finale | Finale |  |
|  |                  |                  |                  |         |   |                 |            |            |  |  |        |        |        |  |
|  | 3                | Valencia         | 1                |         |   |                 |            |            |  |  |        |        |        |  |
|  | 3                | Valencia         | 1                |         |   |                 |            |            |  |  |        |        |        |  |
|  | 6                | Almería          | 3                |         |   |                 |            |            |  |  |        |        |        |  |
|  | 6                | Almería          | 3                |         | 6 | Almería         | 0          |            |  |  |        |        |        |  |
|  |                  |                  |                  |         | 6 | Almería         | 0          |            |  |  |        |        |        |  |
|  |                  |                  | 2                | Manacor | 3 |                 |            |            |  |  |        |        |        |  |
|  | 2                | Manacor          | 2                | Manacor | 3 | 3               |            |            |  |  |        |        |        |  |
|  | 2                | Manacor          |                  |         |   |                 |            |            |  |  |        |        |        |  |
|  | 7                | Teruel           | 1                |         |   |                 |            |            |  |  |        |        |        |  |
|  | 7                | Teruel           | 1                |         | 2 | Manacor         | 1          |            |  |  |        |        |        |  |
|  |                  |                  |                  |         |   |                 |            |            |  |  |        |        |        |  |
|  |                  |                  | 1                | Guaguas | 3 |                 |            |            |  |  |        |        |        |  |
|  | 4                | Río Duero Soria  | 1                | Guaguas | 3 | 3               |            |            |  |  |        |        |        |  |
|  | 4                | Río Duero Soria  |                  |         |   |                 |            |            |  |  |        |        |        |  |
|  | 5                | Melilla          | 0                |         |   |                 |            |            |  |  |        |        |        |  |
|  | 5                | Melilla          | 0                |         | 4 | Río Duero Soria | 0          |            |  |  |        |        |        |  |
|  |                  |                  |                  |         | 4 | Río Duero Soria | 0          |            |  |  |        |        |        |  |
|  |                  |                  | 1                | Guaguas | 3 |                 |            |            |  |  |        |        |        |  |
|  | 1                | Guaguas          | 1                | Guaguas | 3 | 3               |            |            |  |  |        |        |        |  |
|  | 1                | Guaguas          |                  |         |   |                 |            |            |  |  |        |        |        |  |
|  | 8                | Cisneros Alter   | 1                |         |   |                 |            |            |  |  |        |        |        |  |

### Risultati

#### Quarti di finale
| 20 febbraio 2025 Centro Deportivo Siglo XXI, Saragozza Durata: 2h:03 - Spettatori: 800   | Valencia        | 1 - 3 | Almería        | 17-25, 25-22, 22-25, 22-25 |
| 20 febbraio 2025 Centro Deportivo Siglo XXI, Saragozza Durata: 1h:51 - Spettatori: 1 100 | Manacor         | 3 - 1 | Teruel         | 20-25, 25-16, 25-19, 25-19 |
| 21 febbraio 2025 Centro Deportivo Siglo XXI, Saragozza Durata: 1h:54 - Spettatori: 900   | Río Duero Soria | 3 - 0 | Melilla        | 31-29, 25-22, 25-22        |
| 21 febbraio 2025 Centro Deportivo Siglo XXI, Saragozza Durata: 1h:50 - Spettatori: 800   | Guaguas         | 3 - 1 | Cisneros Alter | 25-20, 25-16, 19-25, 25-22 |

#### Semifinali
| 22 febbraio 2025 Centro Deportivo Siglo XXI, Saragozza Durata: 1h:29 - Spettatori: 1 500 | Almería         | 0 - 3 | Manacor | 21-25, 22-25, 20-25 |
| 22 febbraio 2025 Centro Deportivo Siglo XXI, Saragozza Durata: 1h:41 - Spettatori: 1 500 | Río Duero Soria | 0 - 3 | Guaguas | 19-25, 18-25, 28-30 |

#### Finale
| 23 febbraio 2025 Centro Deportivo Siglo XXI, Saragozza Durata: 1h:56 - Spettatori: 2 000 | Manacor | 1 - 3 | Guaguas | 15-25, 18-25, 25-23, 23-25 |

## Statistiche
| Rendimento individuale | Rendimento individuale | Rendimento individuale | Rendimento individuale |
| Pos.                   | Nome                   | Punti                  | Squadra                |
| ---------------------- | ---------------------- | ---------------------- | ---------------------- |
| 1                      | Francisco de Souza     | 69                     | Guaguas                |
| 2                      | Clarke Godbold         | 49                     | Manacor                |
| 3                      | Nicolás López          | 43                     | Guaguas                |
| 3                      | Brandon Rattray        | 43                     | Almería                |
| 5                      | Gustavo Romaní         | 39                     | Manacor                |

| Attacchi vincenti | Attacchi vincenti  | Attacchi vincenti | Attacchi vincenti |
| Pos.              | Nome               | Punti             | Squadra           |
| ----------------- | ------------------ | ----------------- | ----------------- |
| 1                 | Francisco de Souza | 63                | Guaguas           |
| 2                 | Brandon Rattray    | 41                | Almería           |
| 3                 | Clarke Godbold     | 38                | Manacor           |
| 4                 | Nicolás López      | 35                | Guaguas           |
| 4                 | Bruno Cunha        | 35                | Río Duero Soria   |

| Muri vincenti | Muri vincenti        | Muri vincenti | Muri vincenti |
| Pos.          | Nome                 | Punti         | Squadra       |
| ------------- | -------------------- | ------------- | ------------- |
| 1             | Jean Pascal Diedhiou | 8             | Guaguas       |
| 2             | Martín Ramos         | 7             | Guaguas       |
| 2             | Gustavo Romaní       | 7             | Manacor       |
| 4             | Clarke Godbold       | 6             | Manacor       |
| 4             | Alejandro Ribas      | 6             | Manacor       |

| Battute vincenti | Battute vincenti     | Battute vincenti | Battute vincenti |
| Pos.             | Nome                 | Punti            | Squadra          |
| ---------------- | -------------------- | ---------------- | ---------------- |
| 1                | Nicolás López        | 5                | Guaguas          |
| 1                | Clarke Godbold       | 5                | Manacor          |
| 3                | Leandro Calvo        | 4                | Manacor          |
| 3                | Martín Ramos         | 4                | Guaguas          |
| 5                | Jaime Arjones        | 2                | Río Duero Soria  |
| 5                | Francisco de Souza   | 2                | Guaguas          |
| 5                | Renzo Cairús         | 2                | Manacor          |
| 5                | Jean Pascal Diedhiou | 2                | Guaguas          |
| 5                | Joan Domènech        | 2                | Río Duero Soria  |
| 5                | Emilio Ferrández     | 2                | Teruel           |
| 5                | Mateusz Frąc         | 2                | Cisneros Alter   |
| 5                | Carlos Jiménez       | 2                | Almería          |
| 5                | Rubén Lorente        | 2                | Manacor          |
| 5                | Gustavo Romaní       | 2                | Manacor          |
| 5                | Bruno Cunha          | 2                | Río Duero Soria  |
| 5                | Adrián Vančo         | 2                | Manacor          |